# Электронное обучение
Электронное обучение (англ. E-learning, сокращение от англ. Electronic Learning) — это система обучения при помощи информационных и электронных технологий.
Существует определение, которое дали специалисты ЮНЕСКО: «e-Learning — обучение с помощью интернета и мультимедиа».
К электронному обучению относится:
- самостоятельная работа с электронными материалами, с использованием персонального компьютера, КПК, мобильного телефона, DVD-проигрывателя, телевизора и другими электронными материалами ;
- получение консультаций, советов, оценок у удалённого (территориально) эксперта (преподавателя), возможность дистанционного взаимодействия;
- создание распределённого сообщества пользователей (социальных сетей), ведущих общую виртуальную учебную деятельность;
- своевременная круглосуточная доставка электронных учебных материалов; стандарты и спецификации на электронные учебные материалы и технологии, дистанционные средства обучения;
- формирование и повышение информационной культуры у всех руководителей предприятий и подразделений группы и овладение ими современными информационными технологиями, повышение эффективности своей обычной деятельности;
- освоение и популяризация инновационных педагогических технологий, передача их преподавателям;
- возможность развивать учебные веб-ресурсы;
- возможность в любое время и в любом месте получить современные знания, находящиеся в любой доступной точке мира;
- доступность высшего образования лицам с особенностями психофизического развития.

## История
Первые виртуальные школы появились в США и Канаде в середине 1990-х годов. Например, частная виртуальная школа в Онтарио уже в 1996 году предложила два онлайн-класса — по биологии и канадской литературе. В крупной виртуальной школе во Флориде обучаются около 30 тыс. студентов.
В настоящее время виртуальные школы существуют во всем мире, но в Соединенных Штатах они особенно широко распространены. Эти учебные заведения интегрированы в систему среднего образования: учащиеся могут делать задания по предметам, сидя в компьютерных классах «обычной» школы. Иногда обучение принимает заочную форму, иногда сочетает в себе элементы очного и заочного обучения.

## Подходы и особенности
К электронному обучению относятся электронные учебники, образовательные услуги и технологии. Фактически электронное обучение началось с использованием компьютеров в образовании. Первоначально обучение с использованием компьютеров чередовалось обычными, классическими практическими занятиями. E-learning и сейчас не исключает общение с преподавателем лицом к лицу.
Самые известные «системы» в e-learning — это системы дистанционного обучения, или СДО. Термин столь широко употребим, что часто употребляется как полный синоним, то есть «внедрить e-learning» приравнивается к «приобрести и настроить СДО».
В становлении электронного обучения можно выделить три этапа:
1. курсы на носителях CD-ROM;
2. дистанционное обучение у живых преподавателей;
3. собственно электронное обучение с использованием специальных интерактивных программ, нередко на специальных носителях (электронные учебники).

В 2010 году появилась ещё одна форма обучения — массовые открытые онлайн-курсы, которые позволяют одновременно обучать сотни тысяч студентов.
Концепция электронного обучения современного образца развилась вместе с технологиями интернет-соединений и включает в себя возможность практически из любого места загрузить дополнительные материалы, подкрепляющие полученную с помощью электронных пособий теорию, передать выполненное задание, посоветоваться с преподавателем. Главное, чтобы все эти функции поддерживал носитель электронных программ. Сейчас развитие электронного обучения напрямую зависит от развития носителей, но электронные учебники, полностью раскрывающие его потенциал, пока находятся в стадии разработки.
Электронное образование имеет ряд преимуществ перед традиционным:
1. Свобода доступа — учащийся может заниматься практически в любом месте. Далеко не все функции электронного образования реализуются через интернет. Взрослый учащийся может обучаться без отрыва от основной работы.
2. Снижение затрат на обучение — учащийся несёт затраты на носитель информации, но не несет на методическую литературу. Кроме того, экономия растет за счет зарплат, которые не нужно платить педагогам, содержание учебных заведений и так далее. Производство электронных учебных материалов не подразумевает вырубку леса.
3. Гибкость обучения — продолжительность и последовательность изучения материалов слушатель выбирает сам, полностью адаптируя весь процесс обучения под свои возможности и потребности.
4. Возможность развиваться в ногу со временем — пользователи электронных курсов: и преподаватели, и студенты развивают свои навыки и знания в соответствии с новейшими современными технологиями и стандартами. Электронные курсы также позволяют своевременно и оперативно обновлять учебные материалы.
5. Потенциально равные возможности обучения — обучение становится независимым от качества преподавания в конкретном учебном заведении.
6. Возможность определять критерии оценки знаний — в электронном обучении имеется возможность выставлять четкие критерии, по которым оцениваются знания, полученные студентом в процессе обучения.

## Рынок электронного обучения
Мировая индустрия электронного обучения еще в 2000 году составляла 48 млрд долларов. Электронное обучение возникло благодаря развитию интернета и мультимедиа, ключевыми моментами являются консалтинг, контент, технологии, сервисы и поддержка.
Стремительность современного мира требует применения наиболее быстрых и дешёвых способов процессов генерации и передачи знаний. Электронное обучение как инструмент соответствует этим целям.

### Электронное обучение в образовательном сегменте
По данным Babson Survey Research Group в 2012 году в США в онлайн-обучение в высших учебных заведениях было вовлечено 6,7 миллионов студентов. Онлайн-образование быстро развивается и в ведущих исследовательских институтах даже разработаны докторские программы, представленные онлайн. Многие высшие учебные заведения, институты на коммерческой основе предлагают сейчас обучение в онлайн-классах. Количество таких учебных заведений возрастает по мере развития и удешевления технологий электронного обучения. Также нужно учитывать, что для работы со студентами в режиме онлайн учебным заведениям требуется квалифицированный персонал, владеющий компьютером и интернет-технологиями. В России концепция электронного обучения в образовательном сегменте активно реализуется на базе московских школ. Согласно закону об образовании с 1 января 2015 школы обязаны обучать учеников только по пособиям, для которых выпускается электронная версия. А власти Москвы планируют со временем заменить все учебники в школах на электронные. Также электронное обучение активно внедряется и в России. В связи с режимом самоизоляции во время пандемии Covid-19 Министерство образования рекомендовало российским вузам организовать обучение студентов с применением дистанционных технологий и организовало горячую линию о дистанционном обучении.
В России концепция школьного электронного обучения была впервые в полной мере реализована Онлайн Гимназией № 1, которая в формате живого общения с учителем и одноклассниками целиком переводит школьное образование в электронную форму. Также возникает всё больше школ с дистанционным образованием, которые практикуют автовебинары. Проект Онлайн Гимназия исключителен тем, что:

### Электронное обучение в бизнесе
В настоящее время e-learning взят на вооружение различными компаниями для информирования и обучения как сотрудников компании, так и клиентов.
В России активно развивается применение систем дистанционного обучения (СДО). Производством СДО занимаются как IT-компании, так и непосредственно организации для своих сотрудников и вузы для заочного обучения.
Согласно Постановлению Правительства Москвы от 17 сентября 2014 г. № 547-ПП «Об автоматизированной информационной системе „Система дистанционного обучения“» для гражданских государственных служащих разработана система дистанционного обучения, позволяющая повысить их квалификацию. Учебный курс назначается служащему работником кадровой службы. По окончании курса служащий выполняет задания также в электронном виде и получает сертификат.

## Проблемы электронного обучения
Электронное обучение относительно новое явление, поэтому оно сталкивается с рядом проблем в развитии, не только в технической части, но и на стороне законодательной базы, стандартизации и др. К основным проблемам развития электронного обучения можно отнести:
— отсутствие критериев и общих стандартов качества электронных учебных материалов, не достаточно раскрыт потенциал возможности передачи информации по Интернету: в основном используются такие формы как текст и простая графика;
— правовые проблемы, связанные как с нормативно-правовым обеспечением электронного обучения, так и с вопросами по защите авторских прав;
— вопросы финансирования (затраты на разработку, хранение данных, создание веб-ресурсов, их поддержку их деятельности и обновление);
— кадровые проблемы (недостаток квалифицированного персонала, сложность его обучения, так как одновременно нужно охватить и предметную область, и применение IT-технологий, и художественного оформления материалов).